# Burscheid
Burscheid – miasto w Niemczech, w kraju związkowym Nadrenia Północna-Westfalia, w rejencji Kolonia, w powiecie Rheinisch-Bergischer Kreis. Charakterystyczne dla miasta Burscheid jest 89 dzielnic. W centrum znajdują się rynek i kościół.

## Geografia
Miasto leży w zachodniej części Niemiec. Kilkadziesiąt kilometrów od Zagłębia Ruhry, w pobliżu takich miast jak: Kolonia, Leverkusen i Düsseldorf. Wysokość miasta nad poziomem morza od wschodu do zachodu waha się w granicach od 88 do 251 m. Przez miasto przebiega autostrada A1/E37.

## Historia
Pierwsze wzmianki o mieście pochodzą z roku 1175. Prawa miejskie otrzymało od króla pruskiego Fryderyka Wilhelma IV w 1856 roku.

### Kalendarium
- 1175 pierwsza wzmianka o parafii Burscheid
- 1360 miejscowość należy administracyjnie do Amt Miselohe w księstwie Bergu
- 1618 początki przemysłu
- 1808 Burscheid należy jako mairie do kantonu Opladen w Arrondissement Düsseldorf
- 1816 miasto należy do powiatu Opladen w Królestwie Prus
- 1819 przynależność miasta do powiatu Solingen
- 1856 prawa miejskie nadane przez króla pruskiego Fryderyka Wilhelma IV
- 1910 Burscheid leży w powiecie Rhein-Wupper-Kreis
- 1920 prawo do prowadzenia herbu
- 1975 wcielenie miasta do powiatu Rheinisch-Bergischer Kreis

## Demografia
| Rok  | Mieszkańcy |
| ---- | ---------- |
| 1990 | 17 312     |
| 2003 | 19 290     |
| 2004 | 19 238     |
| 2005 | 19 238     |
| 2006 | 19 251     |
| 2007 | 18 871     |

### Struktura
|                   | Liczba | Procent |
| ----------------- | ------ | ------- |
| kobiety           | 9 745  | 51      |
| mężczyźni         | 9 506  | 49      |
| Imigranci ogółem: | 2 169  | 11,3    |

## Gospodarka
Główni pracodawcy w Burscheid to koncerny Federal-Mogul (dawniej Goetze AG, 1700 pracowników) oraz Johnson Controls (1600 pracowników). Ważny fundament gospodarczy to ok. 1400 zarejestrowanych tu przedsiębiorstw, w których pracuje więcej niż trzy osoby.

## Współpraca
Miejscowości partnerskie:
- Bourscheid, Luksemburg
- Egg, Austria